# Wedeholz
Wedeholz este o arie protejată (sit de importanță comunitară — SCI) din Germania întinsă pe o suprafață de 182,52 ha, integral pe uscat.

## Localizare
Centrul sitului Wedeholz este situat la coordonatele 53°00′36″N 9°20′08″E / 53.01°N 9.3356°E.

## Înființare
Situl Wedeholz a fost declarat sit de importanță comunitară în ianuarie 2005 pentru a proteja 2 specii de animale.

## Biodiversitate
Situată în ecoregiunea atlantică, aria protejată conține 3 habitate naturale: Păduri de fag Luzulo-Fagetum, Păduri acidofile de stejar bătrân cu Quercus robur pe câmpii nisipoase, Mlaștini împădurite.
La baza desemnării sitului se află mai multe specii protejate de  mamifere (2): liliac cu urechi mari (Myotis bechsteinii), liliac comun (Myotis myotis).